# Чезаре Боччі
Чезаре Адольфо Боччі (італ. Cesare Adolfo Bocci; нар. 13 вересня 1957, Камерино, Мачерата) — італійський актор та телеведучий.

## Життєпис
Народився 13 вересня 1957 року у місті Камерино, провінція Мачерата. Вивчав акторську майстерність у своєму рідному містечку Кампоротондо-ді-Ф'ястроне, де 1982 року разом з іншими п'ятьма акторами заснував театральну трупу Compagnia della Rancia di Tolentino, з якою виступав протягом восьми років, одночасно вивчаючи геологію у Камеринському університеті. Потім переїхав до Риму, де дебютував в кіно з незначною роллю у комедії Сільвіо Сольдаті «Безтурботне повітря Заходу» (1990) та отримав одну з ролей у першому італійському ситкомі «Занзібар».
Із 1999 року виконував роль Мімі Ауджелло у детективному серіалі «Комісар Монтальбано», заснованому на творах Андреа Каміллері. У 2006—2007 роках виконував роль Оскара в італійській версії мюзиклу «Мила Чаріті» у постановці Саверіо Марконі. У 2008—2009 роках грав Серджо Даніелі у серіалі «Невідкладна допомога» каналу Rai 2. 2012 року удостоєний премії Флаяно у театральній секції за роботу в мюзиклі «Порок. Клітка для диваків».
У жовтні 2013 року був одним з ведучих конкурсу краси Міс Італія на каналі La7. Із 2017 року вів документальну програму «Загадки і таємниці історії» на каналі TV2000.
2018 року став переможцем 13 сезону телешоу «Танці з зірками» на каналі Rai 1, де його партнеркою стала танцівниця Алесандра Триполі. 2019 року став ведучим документальної програми «Подорож у велику красу» на Canale 5.

## Особисте життя
1993 року Боччі одружився з Даніелою Спада, з якою перебував у стосунках з 1991 року. 26 березня 2000 року у пари народилася дочка Мія. 1 квітня 2000 року, через тиждень після народження доньки, дружина актора перенесла інсульт, після якого протягом 20 діб перебувала у комі. Подальший тривалий період важкої реабілітації, коли жінці довелося наново вчитися ходити, був описаний подружжям в спільній автобіографічній книзі «Першоквітневі дурні» (італ. Pesce d’Aprile), виданій 2016 року. Прем'єра однойменної театральної постановки, створеної Боччі, відбулася 2018 року.

## Фільмографія
| Рік       |     | Українська назва                                         | Оригінальна назва                               | Роль                                |
| --------- | --- | -------------------------------------------------------- | ----------------------------------------------- | ----------------------------------- |
| 1988      | с   | Занзібар                                                 | Zanzibar                                        | Бенні                               |
| 1990      | ф   | Безтурботне повітря Заходу                               | L'aria serena dell'ovest                        | друг Чезаре                         |
| 1992      | ф   | Ангел з рушницею                                         | L'angelo con la pistola                         | епізод                              |
| 1993      | ф   | Джованні Фальконе                                        | Giovanni Falcone                                | журналіст                           |
| 1993      | ф   | Засуджений до шлюбу                                      | Condannato a nozze                              | Джуліо                              |
| 1999      | с   | Комісар Монтальбано                                      | Il commissario Montalbano                       | Доменіко Ауджелло (Мімі)            |
| 1999      | тф  | Краще пізно, ніж ніколи                                  | Meglio tardi che mai                            | Джорджо Ді Карло                    |
| 2000      | с   | Собача справа (Текіла і Бонетті)                         | Tequila & Bonetti                               | Роберто Мелідоні                    |
| 2001      | с   | Салон краси                                              | Il bello delle donne                            | Даріо Ді Бальсано                   |
| 2001      | ф   | Принцеса                                                 | Princesa                                        | Джанні                              |
| 2003—2005 | с   | Еліза                                                    | Elisa di Rivombrosa                             | Антоніо Чеппі, лікар                |
| 2004      | с   | Кохання і таємниці                                       | Amanti e segreti                                | Макс Леонарді                       |
| 2004      | ф   | Кохання на Різдво                                        | Christmas in Love                               | Габріеле                            |
| 2005      | ф   | Моє серце з тобою                                        | Il cuore nel pozzo                              | Джорджо                             |
| 2005      | ф   | Не бійтеся                                               | Non aver paura                                  | Анджело                             |
| 2006      | ф   | Брат і сестра                                            | Fratelli                                        | Томмазо                             |
| 2006      | с   | Джованні Фальконе: Людина, яка кинула виклик Коза Ностра | Giovanni Falcone: L'uomo che sfidò Cosa Nostra  | Емануеле Базіле                     |
| 2006      | с   | Святий Августин                                          | San't Agostino                                  | Романіано                           |
| 2006      | с   | Інспектор Коліандро                                      | L'ispettore Coliandro                           | суддя Джанкарло Малерба             |
| 2007      | с   | Я і мама                                                 | Io e mamma                                      | Алесандро Сторос                    |
| 2007      | ф   | Таємне полювання                                         | Caccia segreta                                  | Матео                               |
| 2008—2009 | с   | Невідкладна допомога                                     | Terapia d'urgenza                               | Серджо Даніелі                      |
| 2010      | ф   | Під небом Риму                                           | Sotto il cielo di Roma                          | монсеньйор Джованні Батіста Монтіні |
| 2012      | с   | Спробуйте знову, вчителько!                              | Provaci ancora prpf!                            | Марко Вісконті Де Матеїс            |
| 2013      | ф   | Ласкаво просимо, Президенте                              | Benvento Presidente!                            | лідер партії Ліга Півночі           |
| 2013      | тф  | Політ: Історія Доменіко Модуньйо                         | Volare: La grande storia di Domenico Modugno    | Раймондо Ланца ді Трабія            |
| 2013—2015 | с   | Велика родина                                            | Una grande familia                              | Леонардо Фабрі                      |
| 2014      | с   | Інше життя                                               | Un'altra vita                                   | П'єтро Гварньєрі                    |
| 2014      | ф   | Вибачте, якщо я існую!                                   | Scusate se esisto!                              | Вольконі                            |
| 2017      | док | Паоло Борселліно: Зараз моя черга                        | Paolo Borsellino: Adesso tocca a me             | Паоло Борселліно                    |
| 2017      | с   | Острів П'єтро                                            | L'isola di Pietro                               | Джованні Павані                     |
| 2018      | с   | Дива: Острів скарбів                                     | Meraviglie: L'isola dei tesori                  | Чекко Анджольєрі                    |
| 2019      | с   | Імма Татаранні, помічник прокурора                       | Imma Tataranni. Sostituto procuratore           | Саверіо Романьєлло                  |
| 2019      | ф   | З поверненням, Президенте                                | Bentornato Presidente                           | лідер партії Ліга Півночі           |
| 2020—2021 | с   | Брати Капуто                                             | Fratelli Caputo                                 | Альберто Капуто                     |
| 2021      | тф  | Історія одного пограбування                              | Ostaggi                                         | адвокат                             |
| 2021      | тф  | Вибір Марії                                              | La scelta di Maria                              | Луїджі Гаспаротто                   |
| 2022      | с   | Аби добре закінчилося                                    | Purché finisca bene                             | Франко Лусурджі                     |
| 2023      | ф   | Терезін                                                  | Terezín                                         | Рафаель Шехтер                      |
| 2023      | ф   | Чотирнадцятий тиждень звичайного періоду                 | La quattordicesima domenica del tempo ordinario | батько Марціо                       |
| 2023      | ф   | Ніна з вовків                                            | Nina dei lupi                                   | Альфредо                            |
| 2024      | тф  | Маргеріта серед зірок                                    | Margherita delle stelle                         | Роберто Ак                          |
| 2024      | ф   | Сьогодні по одному за раз                                | Un oggi alla volta                              | П'єтро                              |
| 2024      | ф   | Повернення на Схід                                       | Tornando a Est                                  | Наталіно Френчі                     |

## Телепрограми
- Джалло і нуар / Il giallo e il nero (Rai 3, 2013), ведучий.
- Міс Італія / Miss Italia (La7, 2013), конкурс краси, ведучий.
- Місія / Mission (Rai 1, 2013), запрошена зірка.
- Загадки і таємниці історії / Segreti, i misteri della storia (TV2000, з 2017), ведучий.
- Танці з зірками / Ballando con le stelle 13 (Rai 1, 2018), учасник, переможець.
- Дива: Півострів скарбів / Meraviglie: La penisola dei tesori (Rai 1, 2018), гість.
- Подорож у велику красу / Viaggio nella grande bellezza (Canale 5, з 2019), ведучий.
- Неідеальні незнайомці / Imperfetti sconosciuti (Rai 3, 2022), ведучий[6].

## Ролі у театрі
- 1983 — Арлекін, вихований коханням (П'єр Маріво), реж. Саверіо Марконі.
- 1984 — Родина антикварна (Карло Гольдоні), реж. Саверіо Марконі.
- 1984 — Чому, чому, Марі (Маріо Аффеде), реж. Саверіо Марконі.
- 1985 — Комедія придворних нравів (П'єтро Аретіно), реж. Джованні Ломбардо Радіче.
- 1985 — Centocinquanta la gallina canta (Ашіль Кампаніль), реж. Марина Гарроні.
- 1986 — Діалоги кармелітів (Жорж Бернанос), реж. Марина Гарроні.
- 1986 — Пост скриптум: Ваш кіт мертвий (Джеймс Кірквуд-молодший), реж. Марина Гарроні.
- 1987 — Кримінальна кімната (Джек Шаркі), реж. Саверіо Марконі.
- 1987 — У пошуках Попелюшки (Саверіо Марконі, Стефано Д'Ораціо), реж. Саверіо Марконі.
- 1988 — Крамничка жахів (Говард Ешман, Алан Менкен), реж. Саверіо Марконі.
- 1994 — Старший брат (А. Р. Герні), реж. Джованні Ломбардо Радіче.
- 1995 — Персей і Андромеда: Правдива історія красуні і чудовиська (Жуль Лафорг), реж. Гульєльмо Феррайола.
- 1996 — Шльондра з великим серцем (Маріо Моретті), реж. Рікардо Рейм.
- 1997 — Любий монстр (Леонардо Мала), реж. Леонардо Мала.
- 1997 — Гамлет. Зустріч, реж. Андреа Лоренцоні.
- 2006 — Мила Чаріті (Сай Коулман, Ніл Саймон), реж. Саверіо Марконі.
- 2010 — Свідки (Анджело Лонгоні), реж. Анджело Лонгоні.
- 2011 — Порок. Клітка для диваків (Джеррі Герман, Гарві Фірштейн), реж. Массімо Ромео Піпаро.
- 2013 — Віва, Верді! (за творами Джузеппе Верді), реж. Чезаре Боччі.
- 2014 — Гості (Анджело Лонгоні), реж. Анджело Лонгоні.
- 2018 — Першоквітневі дурні (Чезаре Боччі, Тіціана Фоскі), реж. Чезаре Боччі.
- 2023 — Син (Флоріан Зеллер), реж. П'єро Макарінеллі.

## Відзнаки
- 2018 — Орден «За заслуги перед Італійською Республікою»[7].